# Академик (стадион, Свищов)
Вижте пояснителната страница за други значения на Академик.
Стадион „Академик“ е многофункционален стадион в град Свищов.
Използва се главно за футболни мачове на Академик (Свищов) и Атлетик (Свищов). Стадионът е с капацитет 13,500 места. Обновен за последно през 2023 г.